# (1279) Уганда
(1279) Уганда (англ. Uganda) — типичный астероид главного пояса, который был открыт 15 июня 1933 года южноафриканским астрономом Сирилом Джексоном в обсерватории Йоханнесбурга и был назван в честь государства в Африке — Уганды.

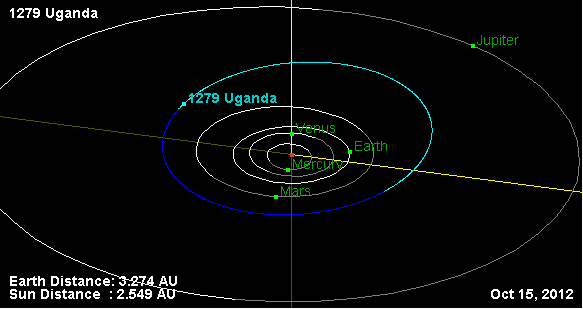
Орбита астероида Уганда и его положение в Солнечной системе